# Brisa - Auto-estradas de Portugal

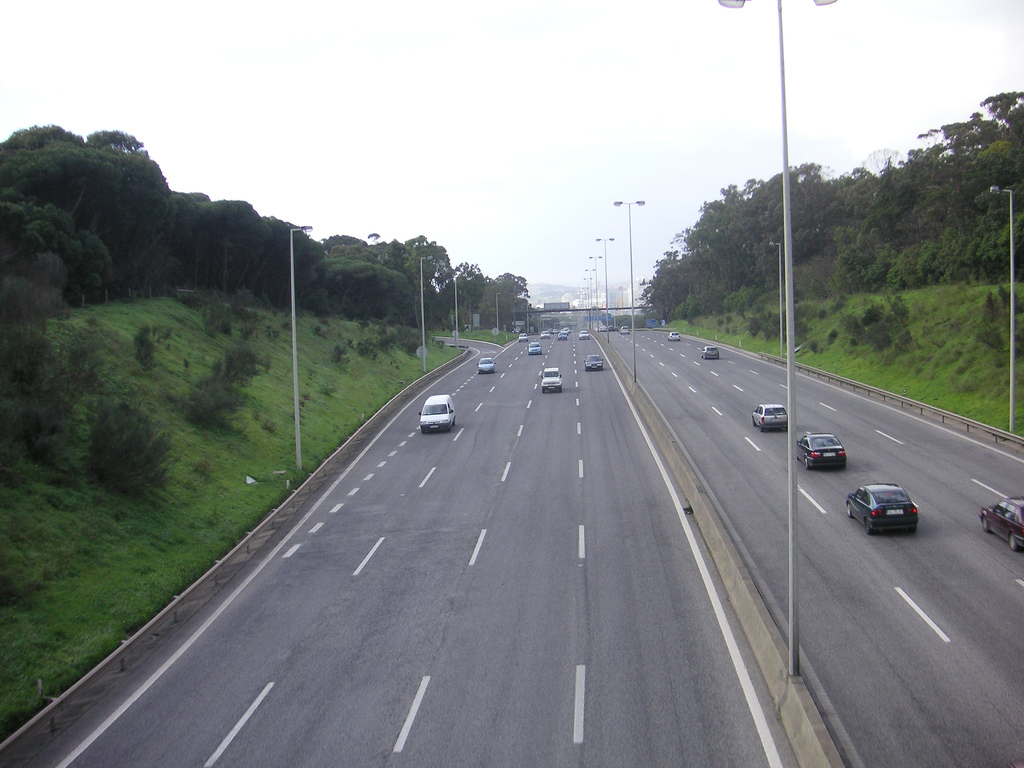
Autopista portuguesa A5 operada por Brisa.

Brisa - Autoestradas de Portugal, S.A. (Euronext: BRI) es una empresa de transporte con base en Portugal. La mayor área de negocio del grupo es la gestión de autopistas, del que es el primer concesionario en el país. Fundada en 1972, Brisa también tiene significativas operaciones en otros países como Estados Unidos y los Países Bajos.

## Operaciones

### Portugal
En Portugal Brisa opera las siguientes autopistas en concesión hasta el año 2035:
- A1 - Auto-estrada do Norte
- A2 - Auto-estrada do Sul
- A3 - Auto-estrada Porto/Valença
- A4 - Auto-estrada Matosinhos/Amarante
- A5 - Auto-estrada da Costa do Estoril
- A6 - Auto-estrada Marateca/Caia
- A9 - CREL - Circular Regional Exterior de Lisboa
- A10 - Auto-estrada Bucelas/Carregado/IC3
- A12 - Auto-estrada Setúbal/Montijo
- A13 - Auto-estrada Almeirim/Marateca
- A14 - Auto-estrada Figueira da Foz/Coimbra Norte

Brisa también posee el 50% de la empresa Auto-Estradas do Atlântico, operador de las autopistas A8 y A15 hasta 2028; el 70% de la concesión Brisal, que tiene licencia para operar la carretera A14 hasta 2034; y el 55% de participación en el consorcio Douro Litoral que operará las autopistas A32, A41 y A43 hasta 2034.
Las nuevas concesiones fueron adjudicadas a consorcios como Brisa en 2009. La firma lidera la concesión de las Auto-estradas do Baixo Tejo con el 30% de participación, lo que incluye operación y mantenimiento de las autopistas y vías principales (Itinerários Complementares) en el área de Setúbal. Brisa también sostiene el 15% de la concesión Litoral Oeste, que cubre 112 km de nuevas y existentes carreteras en la zona de Leiría. Ambos contratos fueron adjudicados hasta 2038.
Otras inversiones importantes mantenidas por la compañía dentro de Portugal incluye el 75% del sistema de cobro electrónico de peajes Via Verde, y también utilizado en aparcamientos para coches entre otros; el 100% de la compañía de asistencia en carretera Brisa Assistência Rodoviária; y el 60% de Controlauto, una cadena que ofrece servicios de inspección técnica de vehículos.
La compañía ha señalado recientemente su intención de diversificarse a otros modos de transporte. En diciembre de 2009 le fue adjudicado por el gobierno portugués a un consorcio liderado por Brisa la construcción el primer tramo del tren de alta velocidad entre Madrid y Lisboa, otorgándole una concesión de 40 años para operar la línea dentro de Portugal. Brisa, junto con Mota-Engil, también encabeza el consorcio Asterion que persigue obtener el control de la autoridad portuguesa de aeropuertos, ANA-Aeroportos de Portugal, que debe ser privatizada por el gobierno; y con ello el derecho a participar en la construcción del nuevo aeropuerto en Alcochete que debe reemplazar  al actual aeropuerto internacional de Lisboa.

### Internacional

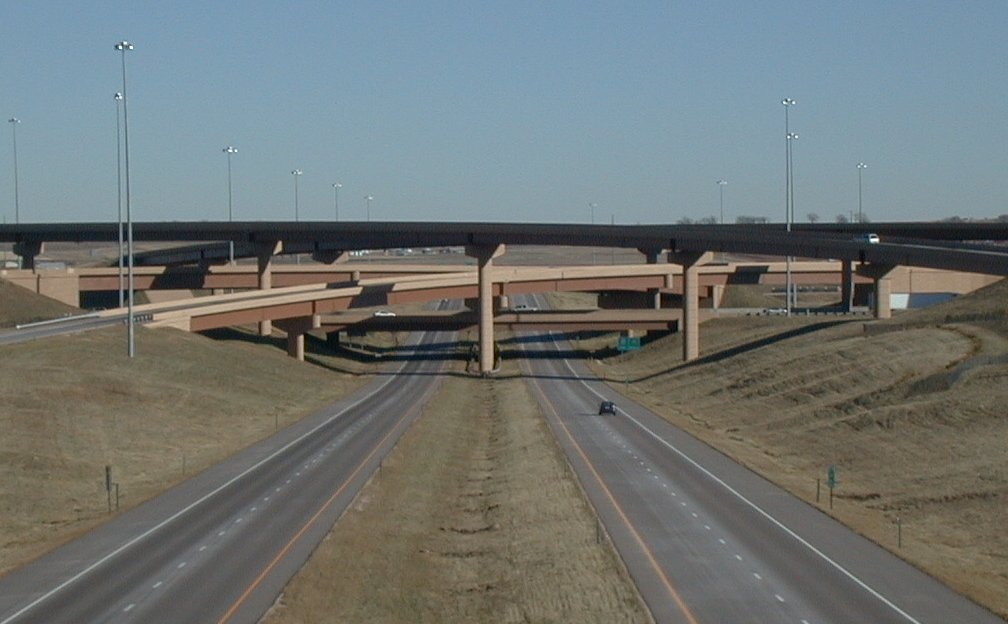
Brisa ha liderado la gestión de la autopista de Colorado Northwest Parkway desde 2007.

En los Estados Unidos, Brisa mantiene el 100% de la autopista de peaje Northwest Parkway en los alrededores de Denver, Colorado desde 2007. La firma también mantiene el 30% de Movenience, el sistema de cobro electrónico de peajes utilizad en el Western Scheldt Tunnel en la provincia holandesa de Zeeland.

## Accionariado
La empresa pertenece a Tagus Holdings desde el 29 de marzo de 2012, y la acción fue excluida del mercado Euronext con fecha 12 de abril de 2013